# ژارکو نیکولیچ
ژارکو نیکولیچ (انگلیسی: Žarko Nikolić؛ ۱۶ اکتبر ۱۹۳۶ – ۲۲ اوت ۲۰۱۱) بازیکن فوتبال اهل یوگسلاوی بود.
از باشگاه‌هایی که در آن بازی کرده‌است می‌توان به باشگاه فوتبال شالکه ۰۴ و باشگاه فوتبال وویوودینا اشاره کرد.
وی همچنین در تیم ملی فوتبال یوگسلاوی بازی کرده‌است.